# Kostel Narození svatého Jana Křtitele (Okrouhlé Hradiště)
Kostel Narození svatého Jana Křtitele je římskokatolický kostel na návsi vesnice Okrouhlé Hradiště u Konstantinových Lázní. Od roku 1994 je kostel chráněn jako kulturní památka.

## Historie
Kostelík na místě současného stával už od středověku. První písemná zmínka o kostele pochází z roku 1380. Souvisí s podacím právem ke kostelu, které tehdy měli páni z Gutštejna, sídlící na nedalekém hradě. Kostel byl samostatný do roku 1433, pak byl filiálním kostelem farnosti v Čelivi. V období reformace byl kostel přibližně 30 let v držení protestantů. Po třicetileté válce se vrátil katolíkům a od roku 1696 byl farním kostelem. V té době zřejmě proběhla barokní přestavba kostela.
V roce 1861 kostel, faru, školu i část obce postihl ničivý požár a trvalo 20 let do roku 1881, než byl vážně poškozený kostel nahrazen kostelem novým. Ten byl vystavěn v novorománském slohu a nezničené části původní stavby do něj byly začleněny. Původní věž byla při přestavbě zbořena a byla vystavěna nová věž s výraznými postranními přístavky. Autorem plánu přestavby byl vrchnostenský stavitel F. Adam.
V důsledku odsunu původních obyvatel po 2. světové válce a v důsledku nedostatečné péče byl kostel na počátku devadesátých let 20. století už v havarijním stavu. Poškozená byla střecha i fasády. Po prohlášení kulturní památkou v roce 1994 byla do roku 1995 obnovena věž, v roce 2003 znovu zprovozněny hodiny z počátku 19. století a vyměněna střecha. Rekonstrukce budovy do současné podoby byla pak dokončena v roce 2006.

## Stavební podoba
Loď kostela má obdélníkový půdorys a ve své východní části volně přechází v trojboce uzavřený presbytář, který je na východním konci ještě prodloužen sakristií. K západnímu průčelí lodi přiléhá čtyřpatrová hranolová věž, jež je kryta jehlanovou střechou. Vstupní portál navazuje na klenuté podvěží, rozšířené o boční prostory.. 

## Interiér kostela
Vnitřní zařízení v historizujícím slohu pochází z konce 19. století. Kamenné náhrobníky, zasazené do podlahy chrámu, pocházejí z 18. století. Na obě strany vstupního portálu byly v roce 1918 instalovány skleněné desky se jmény padlých z 1. světové války.

## Galerie

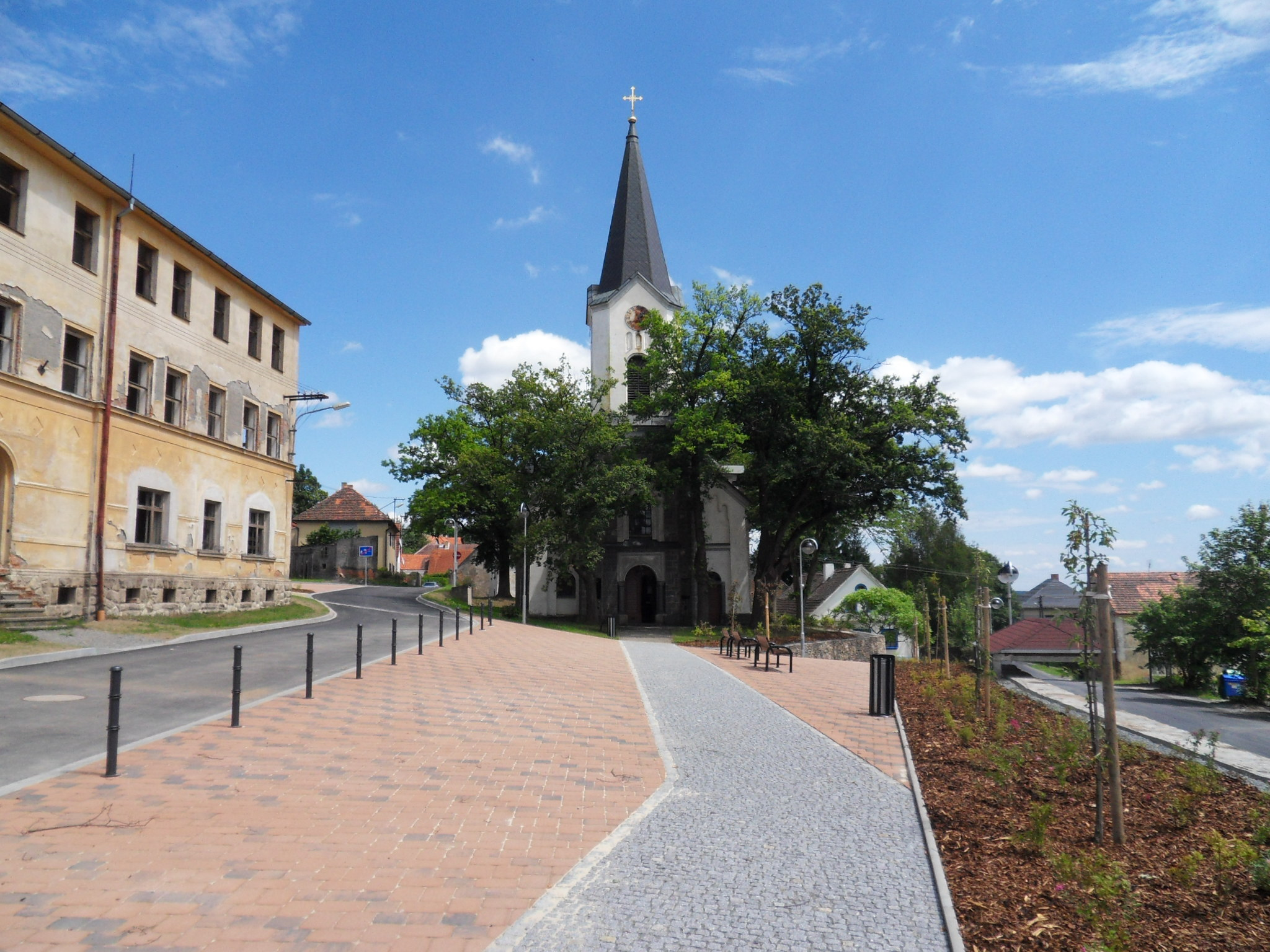
Celkový pohled na náves a kostel od západu
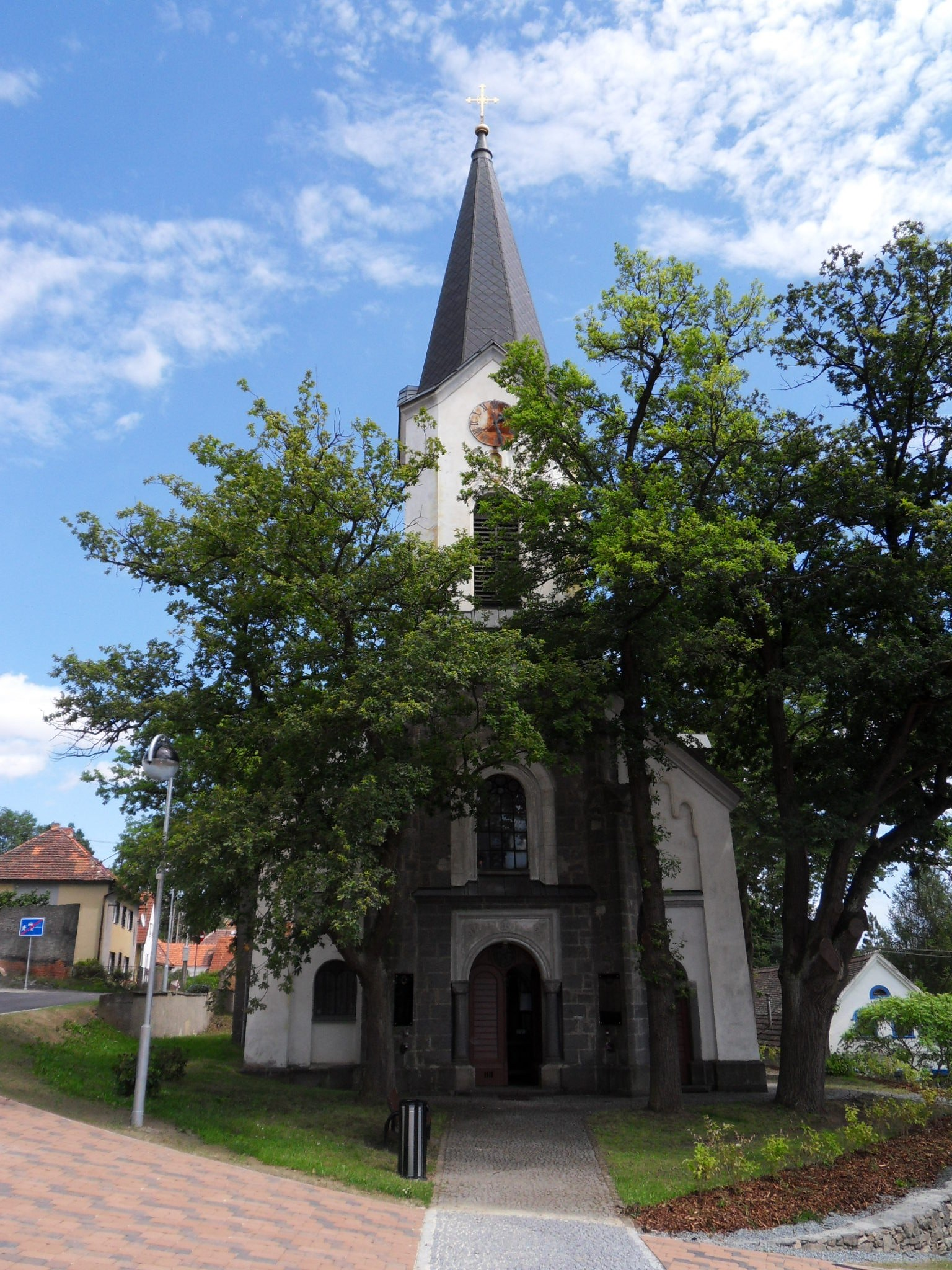
Pohled na kostel od západu
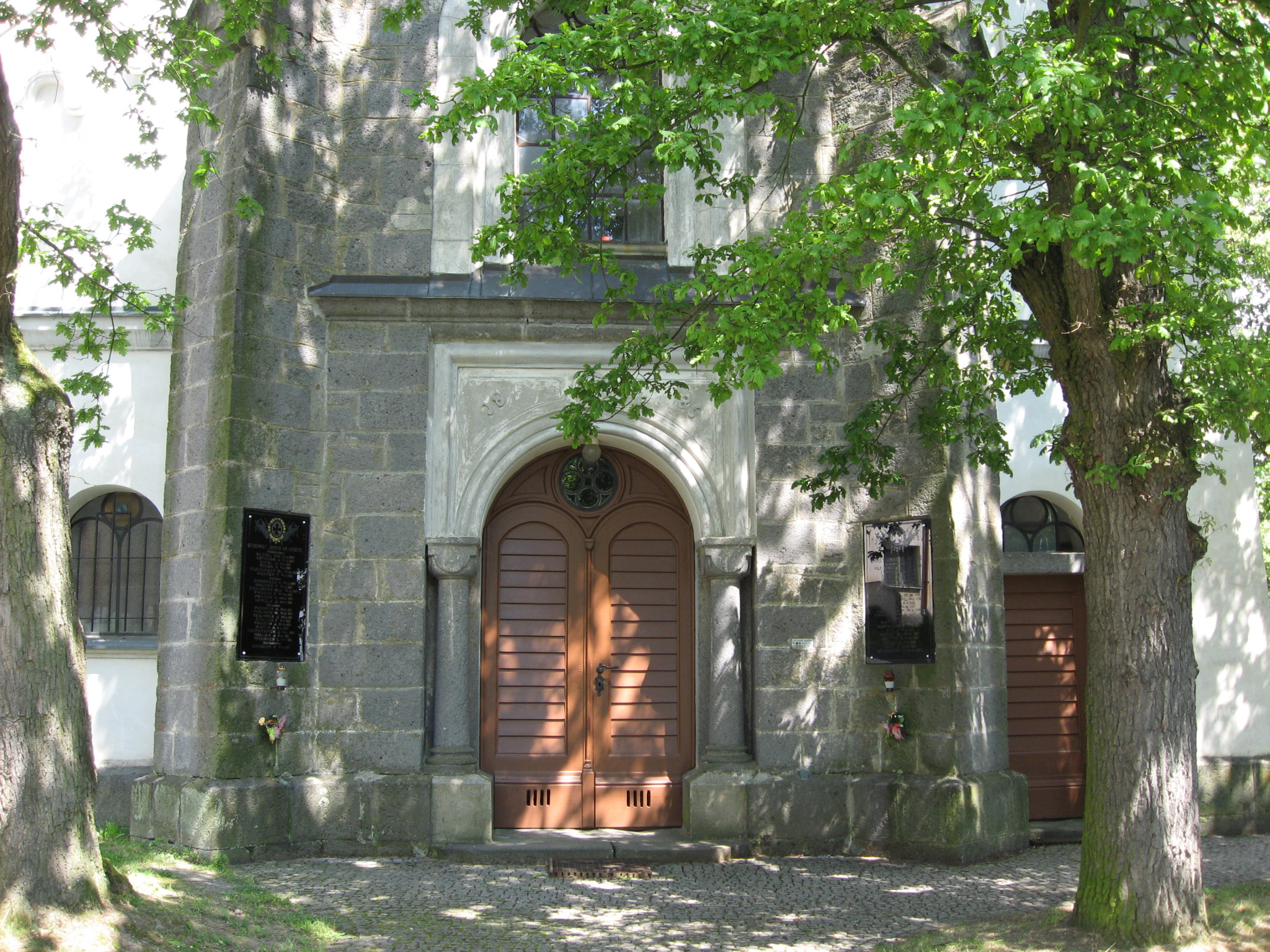
Pohled na vstupní bránu od západu
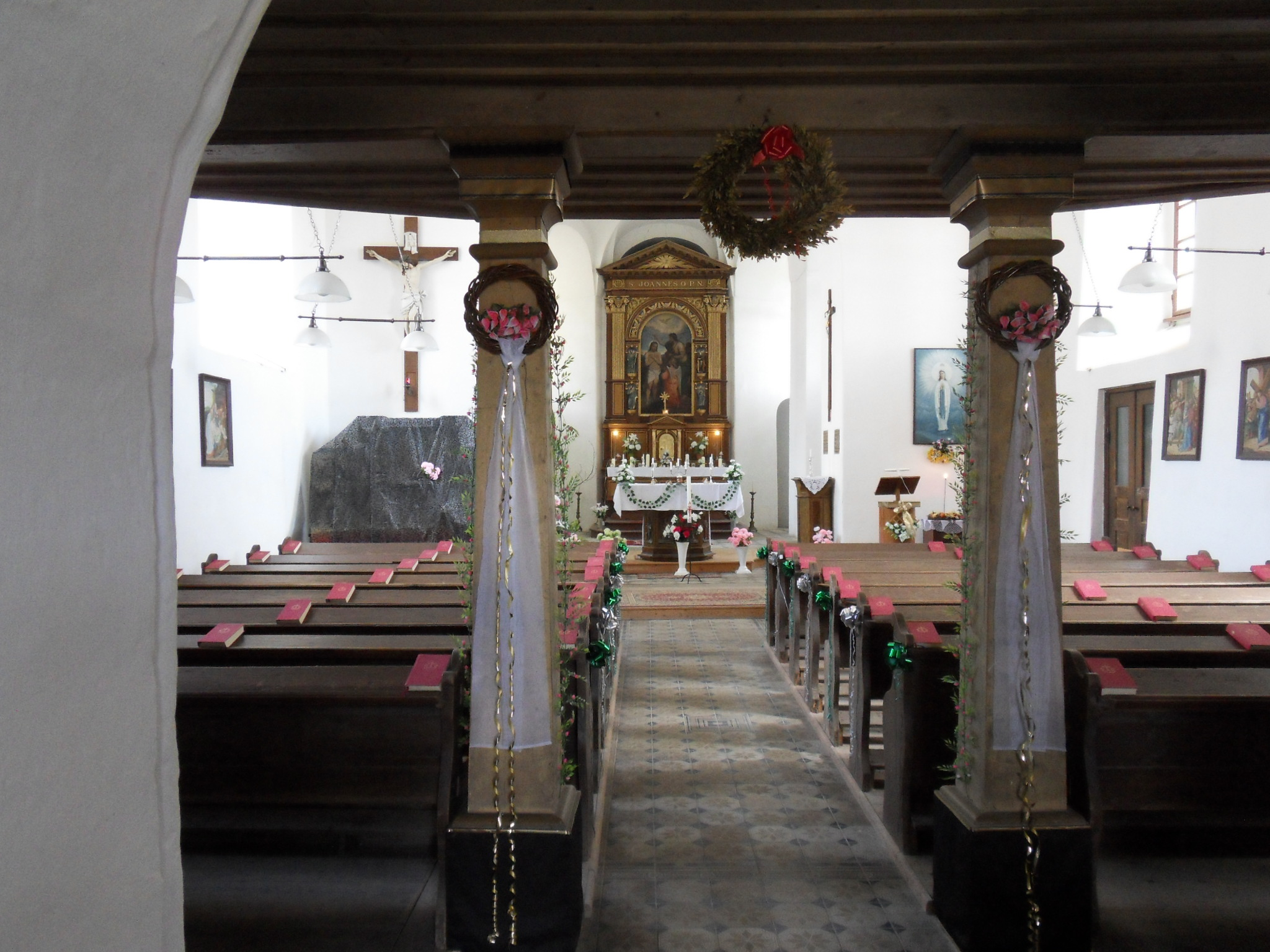
Pohled na interiér a oltář
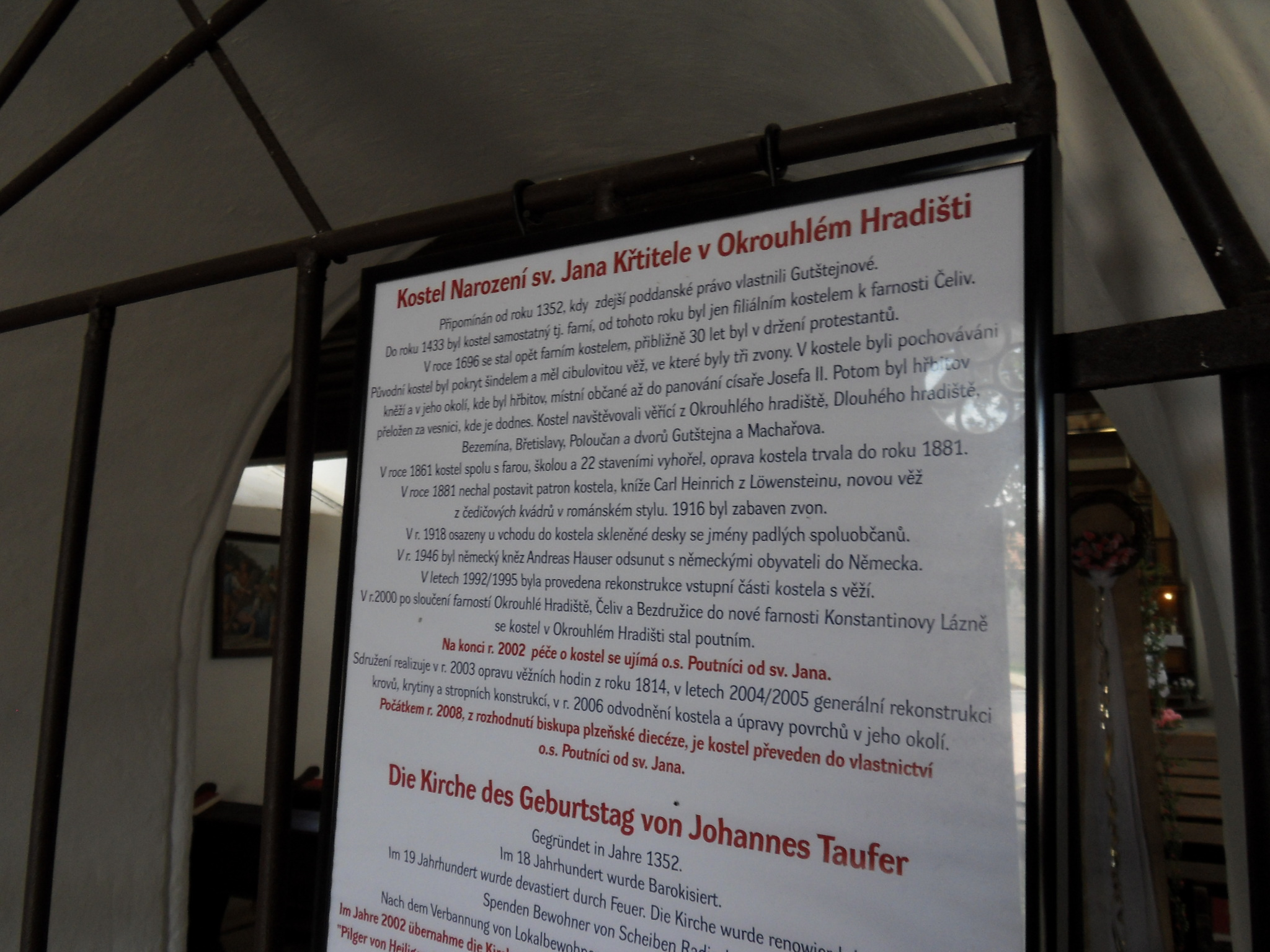
Informační tabule s informacemi o kostele